# Конституция Южной Каролины (1776)
Конституция Южной Каролины 1776 года — первая конституция штата Южная Каролина, принятая Провинциальным конгрессом в марте 1776 года, после того как королевский губернатор покинул колонию и власть фактически перешла в руки провинциального конгресса. Это была временная конституция, которая не прошла ратификации, но это была первая конституция штата, которая вступила в действие до Декларации независимости, и стала хронологически первой конституцией штата. В этом документе Южная Каролина названа колонией, но уже продекларирована её независимость. Эта конституция просуществовала два года, после чего в 1778 году была принята новая Конституция Южной Каролины 1778 года.

## История создания
Конфликт Палаты общин Южной Каролины с королевской администрацией начался в 1765 году, во время протестов против Гербового акта и продолжился в  1768 году, когда Массачусетс предложил ввести бойкот британских товаров. Палата общин приняла к рассмотрению предложение Массачусетса, и тогда губернатор Монтагю распустил ассамблею. Он вновь созвал её в июне 1769 года, но за это время члены Палаты уже подписали соглашение о бойкоте. Королевскому губернатору так и не удалось подчинить себе Ассамблею, и в итоге королевская власть в Южной Каролине к 1771 году фактически прекратила своё существование, и это случилось на четыре года ранее, чем в остальных колониях.
11 января 1775 года 187 представителей колонии собрались на Провинциальный конгресс Южной Каролины. В мае начались столкновения ополчения Массачусетса с британской армией. 18 июня 1775 года в колонию прибыл новый губернатор Уильям Кэмпбелл, которого встретили неприязненно. Он отказался признать Провинциальный Конгресс, но колония не подчинилась ему, поэтому 15 сентября он бежал на британский корабль в чарлстонской гавани. Бегство губернатора означало формальное прекращения действия королевской власти в колонии, что привело к расстройству управления колонии. Провинциальный Конгресс, Совет Спасения и Генеральный комитет не могли управлять колонией без согласованной системы назначения чиновников.
С подобными проблемами столкнулись и другие колонии, поэтому Джон Адамс предложил им формировать свои собственные конституции. Уже 4 ноября 1775 года Второй Континентальный конгресс принял резолюцию, в которой постановил, что Южная Каролина, если считает необходимым, может собрать представителей колонии и создать подходящую ей форму правления, чтобы поддерживать порядок во время имеющего место конфликта между Великобританией и колониями. В феврале 1776 года южнокаролинские делегаты Конгресса вернулись в Чарлстон, где Кристофер Гадсден предложил немедленно продекларировать независимость от Великобритании в готовящейся конституции. Но это радикальное предложение одобрено не было. 11 февраля был сформирован комитет для разработки новой формы правления. В него вошли: Чарльз Пинкни, Чарльз Котсворт Пинкни, Джон Ратледж, Генри Лоуренс, Кристофер Гадсден, Роулинс Лаундс, Артур и Генри Миддлтоны, Томас Би, Томас Линч Младший и Томас Хейуорд Младший.
Континентальный конгресс рекомендовал созвать специальный конвент для разработки конституции, но Провинциальный конгресс решил, что он уже выражает волю колонии, и новый конвент не будет более представительным. Некоторые консерваторы в конгрессе высказали протест, но их мнение учтено не было. Таким образом, первая конституция Южной Каролины была разработана легислатурой, а не конвентом, чем и отличалась от других первых конституций штатов.
4 марта комитет завершил работу над документом и представил её конгрессу колонии, и после нескольких недель обсуждения, 26 марта 1776 года, новая Конституция была одобрена.

### Статьи
- Terry W. Lipscomb. The South Carolina Constitution of 1776 (англ.) // The South Carolina Historical Magazine. — South Carolina Historical Society, 1976. — Vol. 77, iss. 2. — P. 138-141.
- Cole Blease Graham Jr. The Evolving South Carolina Constitution (англ.) // Journal of Political Science. — 1996. — Vol. 24, iss. 1. — P. 11-31.